# Psoloptera basifulva
Psoloptera basifulva är en fjärilsart som beskrevs av William Schaus 1894. Psoloptera basifulva ingår i släktet Psoloptera och familjen björnspinnare. Inga underarter finns listade.